# Capão da Canoa (ort)
Capão da Canoa är en ort i Brasilien.   Den ligger i kommunen Capão da Canoa och delstaten Rio Grande do Sul, i den södra delen av landet, 1 600 km söder om huvudstaden Brasília. Capão da Canoa ligger 6 meter över havet och antalet invånare är 35 896.
Terrängen runt Capão da Canoa är mycket platt. Havet är nära Capão da Canoa åt sydost. Det finns inga andra samhällen i närheten. 